# St. Barbara (Niederlahnstein)

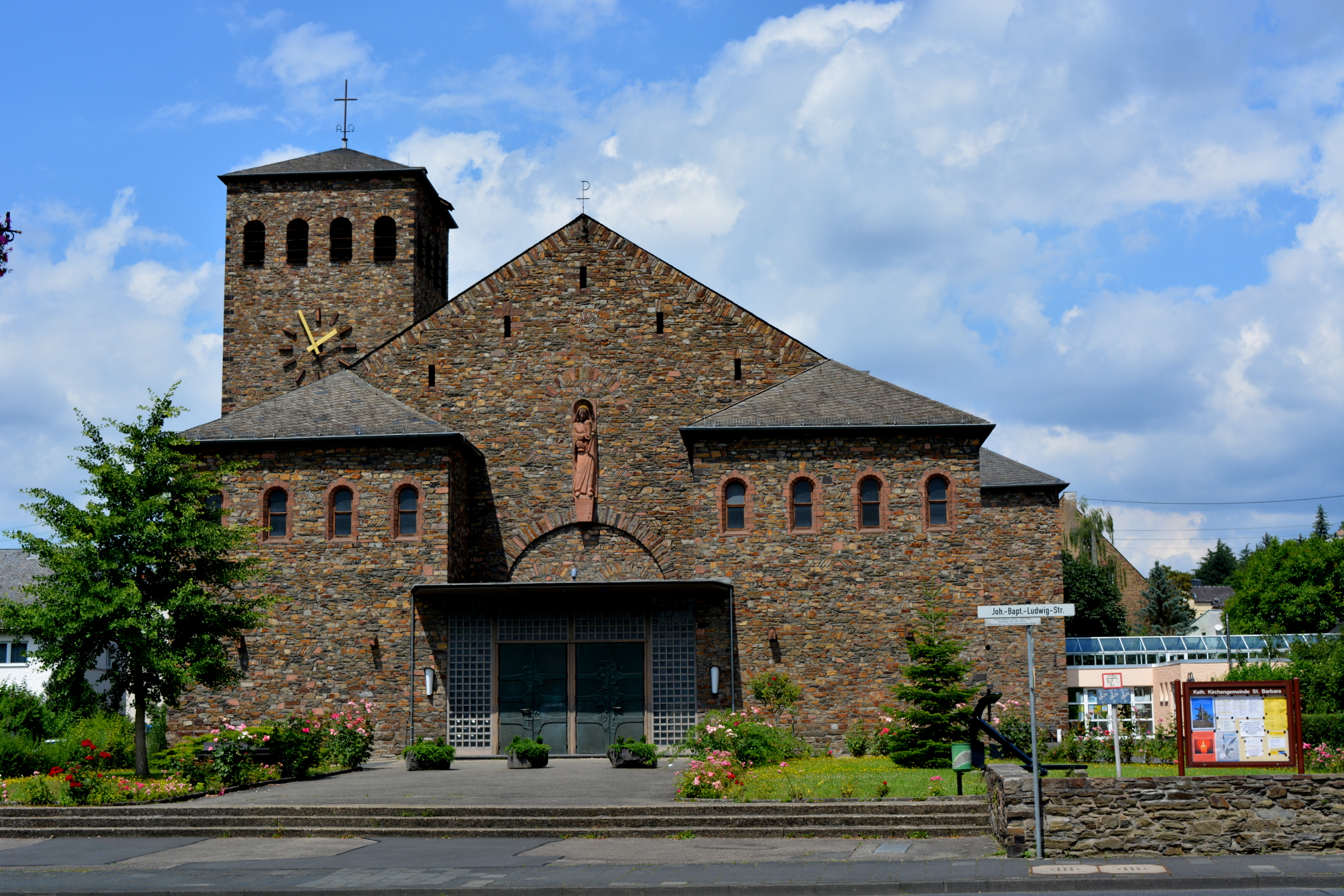
St.-Barbara-Kirche in Niederlahnstein

Die Barbarakirche ist eine römisch-katholische Kirche in Lahnstein (Rheinland-Pfalz). Die in den 1930er Jahren errichtete und in der Zeit der Nachkriegsmoderne umgestaltete Saalkirche befindet sich mit dem angeschlossenen Gemeindehaus im Stadtteil Niederlahnstein. Die Kirche gehört zum Bezirk Rhein-Lahn im Bistum Limburg; Schutzpatronin ist die heilige Barbara. Heute gehört St. Barbara der 2022 geschaffenen Großpfarrei St.-Martin-St.-Damian an.

## Geschichte
Ab dem Jahr 1358 stand auf dem heutigen Kirchplatz eine Kapelle, die bereits das Patrozinium der heiligen Barbara trug. 1712 wurde die gotische Kapelle durch eine neue Kapelle im Stil des Barock ersetzt. Diese Kirche hatte drei Altäre, eine Orgel und zwei Kirchturmglocken. Die Kirche fasste 800 Gläubige.
Mit der Gründung des Bistums Limburg 1827 wurde die Kirche wie auch Niederlahnstein vollends aus kurtrierischer Hand gegeben. Mitte des 19. Jahrhunderts wurde schon überlegt, die Kirche an den nördlichen Ortsrand zu verlegen; so wurde für den ersten Entwurf das Deutschherrenkammert zwischen Bahnhofstraße und Holzgasse vorgesehen. Als Architekt meldete sich Johann Claudius von Lassaulx und bot an, die Kirche unentgeltlich zu planen, da seine Familie lange Zeit im Arnsteiner Hof lebte. Die Kirche sollte eine Doppelturmfassade, ähnlich dem Vorbild seiner Bauten in Nickenich und Ernst, erhalten. Die neue Kirche würde Platz für bis zu 1800 Personen bieten und damit der voraussichtlich anwachsenden Gemeinde den nötigen Platz bereitstellen. Die 1846 entwickelten Pläne wurden nie in die Tat umgesetzt, da die 50.000 Gulden zum Bau der Kirche selbst neun Jahre nach der Planung nicht zusammengekommen waren. 1849 wurde eine umfangreiche Innenrenovierung durchgeführt, um die teilweise von der Polizei gesperrten Emporen wieder zugänglich zu machen.
1889 wurde die Kapelle im neugotischen Stil umgebaut, im selben Jahr wurde der Barbarachor gegründet. Der Umbau war allerdings nur als Zwischenlösung angelegt. Vor allem als 1912 der Denkmalschutz eine Norderweiterung der alten Barbarakirche ablehnte, wurde der Entschluss zu einem Neubau gefasst. Die Kirche sollte ursprünglich vor dem Ersten Weltkrieg verlegt werden, was sich durch Kriegswirren, Inflation und die politisch unruhige Situation verzögerte. Noch vor dem Ersten Weltkrieg wurde ein Kirchbaufonds errichtet.
1926 wurde am alten Schlangenweg (heute Johann-Baptist-Ludwig-Straße) ein Grundstück erworben, das ursprünglich der Villa Tusculum gehörte. So wurde erst 1928 ein Kirchbauverein gegründet. Im selben Jahr wurde die alte Barbarakirche an der Lahnbrücke als Verkehrshindernis gesehen und sollte abgerissen werden. Als 1936 ein Bürger in der Christmette durch herabfallende Steine verletzt wurde, wurde die Wichtigkeit eines Neubaus der Kirche nochmals betont. 1937, als der Beschluss zum Neubau der Kirche gefasst wurde, hatte der Kirchbaufonds ein Volumen von 140.000 Reichsmark. Trotz des Verbotes zum Bau von Kirchen im Vierjahresplan der Reichsregierung wurde ein Neubau der Kirche mit Hinblick auf die Entwicklung zur Garnisonsstadt genehmigt.
Die Planungen der neuen Kirche übernahm der Architekt Martin Weber. Grundsteinlegung war am 23. Januar 1938. Zur selben Zeit wurde die alte Kirche abgetragen, da man Teile der Materialien für den Neubau benötigte, so den roten Sandstein der Pfeiler, Fenstergewände und Gewölberippen. Das Vereinshaus in der Emser Straße 36 diente als Notkirche. Am 18. Dezember 1938 wurde der Neubau von Bischof Antonius Hilfrich geweiht. Die Inneneinrichtung wurde gänzlich aus der alten Kirche übernommen. 1940 wurde eine neue Orgel eingebaut, und zwei Jahre später, 1942, schuf Waldemar Kolb ein monumentales Fresko für die Chorwand. Im gleichen Stil schuf Kolb Kreuzwegstationen in den Nischen an den Längsseiten des Kirchenschiffes. Zwei weitere Fresken malte Kolb gemeinsam mit seinem Bruder Alban in der Apsis und über dem Triumphbogen.
Am 26. Dezember 1944 fiel um die Mittagszeit eine Luftmine durch das Dach des östlichen Anbaus, die das komplette Inventar der Kirche zerstörte; lediglich die Figuren der Apostel Petrus und Paulus überstanden den Angriff. Vier Wochen später trafen erneut Bomben die Kirche, die die mittlere Dachkonstruktion zum Einsturz brachten sowie einen großen Krater im Schiff verursachten. Aus diesem Grund wich die Gemeinde für die darauffolgenden Jahre in die Johanniskirche, die fast durchgehend die Pfarrkirche Niederlahnsteins war.
Durch die Materialknappheit nach dem Zweiten Weltkrieg zog sich der Wiederaufbau der Kirche hin. Nachdem das Dach und der Chorbereich renoviert waren, wurde 1947 die Krypta wieder zugänglich gemacht. Nach der Währungsreform 1948 konnte die Renovierung beschleunigt fortgesetzt werden, sodass am Palmsonntag 1949 die erste Messe gefeiert werden konnte. Die Kirche war zunächst sehr schlicht, beschädigte Fresken von Waldemar Kolb wurden bis auf eine einzige Kreuzwegstation im Eingang rechts übermalt, einige Fenster zugemauert und die Empore im östlichen Anbau entfernt und durch ein Taufbecken ersetzt. 1954 wurde der Kindergarten, der ab 1946 notdürftig in der alten Schule in der Johannesstraße war, in einen Neubau nördlich der Kirche verlegt, in dem auch Gruppenräume, die Pfarrbibliothek sowie eine Küsterwohnung eingerichtet wurden. Eine 1956 errichtete Eingangshalle vor dem Hauptportal veränderte das Erscheinungsbild der Kirche stark.
1957 schuf Waldemar Kolb die Glasfenster der Kirche. Im Chor ist ein Sanctus-Motiv mit 22 Engeln, die den Thron Gottes umgeben, dargestellt. Auch die Fenster in der Taufkapelle stammen von Kolb.
1968/69 wurde der Hochaltar vom Chor an den oberen Rand der Chortreppe versetzt. Seit 1980 hat die Kirche die Turmuhr, die bereits für 1938 geplant war. Die neue Position des Altars war nicht zufriedenstellend, und so wurde 1990, nach Abbau der Kommunionbank, im Schiff ein Zelebrationsaltar aufgestellt. 1970 und 1987/88 wurde der Kindergarten abermals erweitert, um den gesetzlichen Standards zu entsprechen, zusammen mit der letzteren Erweiterung wurde ebenfalls das Gemeindehaus errichtet, da nach dem Verkauf des alten Vereinshauses 1971 Ersatz gesucht wurde. Auch wurde die Küsterwohnung geschlossen und die Pfarrbibliothek um die freigewordenen Räumlichkeiten erweitert.
Neuere Überlegungen des Bistums ziehen einen Verkauf der Kirche in Betracht, da die Kosten einer anstehenden Sanierung nicht finanzierbar seien.

## Bau und Ausstattung

### Innenraum

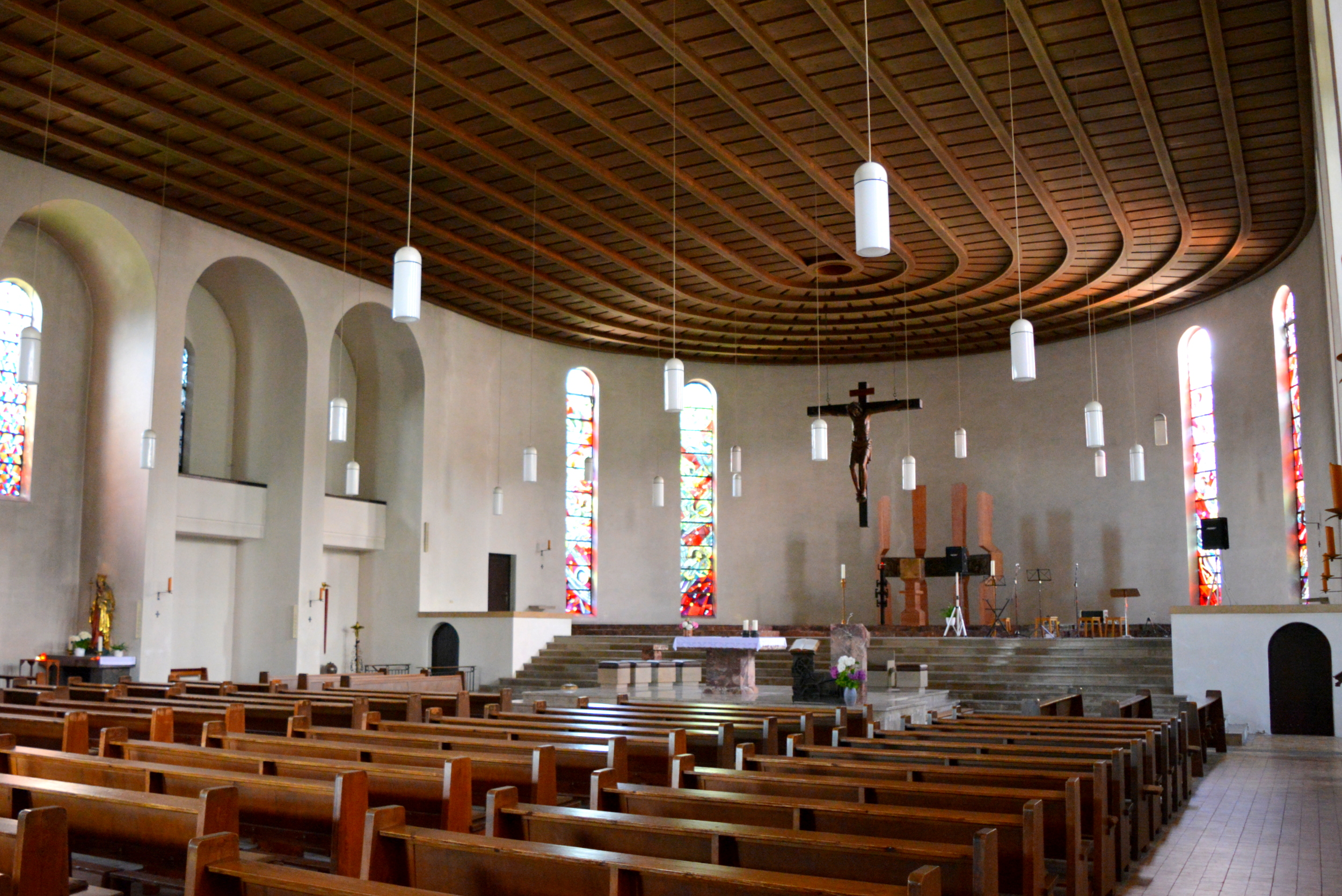
Innenansicht der Barbarakirche

Nach Ende des Zweiten Weltkriegs wurde der Innenraum fast gänzlich umgestaltet und im Stil der Nachkriegsmoderne wiedererrichtet, sodass die Saalkirche sehr schlicht wirkt. Über dem Chor hängt zwischen Tabernakel und dem Zelebrationsaltar ein massives Holzkreuz von der Decke. Der Tabernakel steht frei auf einem Postament vor vier pfeilerartigen Marmorskulpturen, die durch ein Reliefband aus Bronze miteinander verbunden sind. Das Taufbecken in der Taufkapelle entspricht ebenfalls dem Stil. Die dortigen Kreuzweg-Figuren sowie die überlebensgroße Christus-Figur schuf der Künstler Paul Rautzenberg. Eine Holzschnitzfigur von Ernst Jäckel in einer Seitennische stellt die Heilige Barbara dar. Die vom Lahnsteiner Bildhauer Caspar Weis geschaffene neugotische Madonna stammt noch aus der alten Kapelle.
Die Krypta befindet sich unmittelbar unter dem Chor, der erhöht ist. In der Sakristei befindet sich eine ebenfalls von Caspar Weis geschaffene Kreuzigungsgruppe, die an der Ecke Holzgasse und Bergstraße stand und nach dem Zweiten Weltkrieg dem Straßenausbau weichen musste.

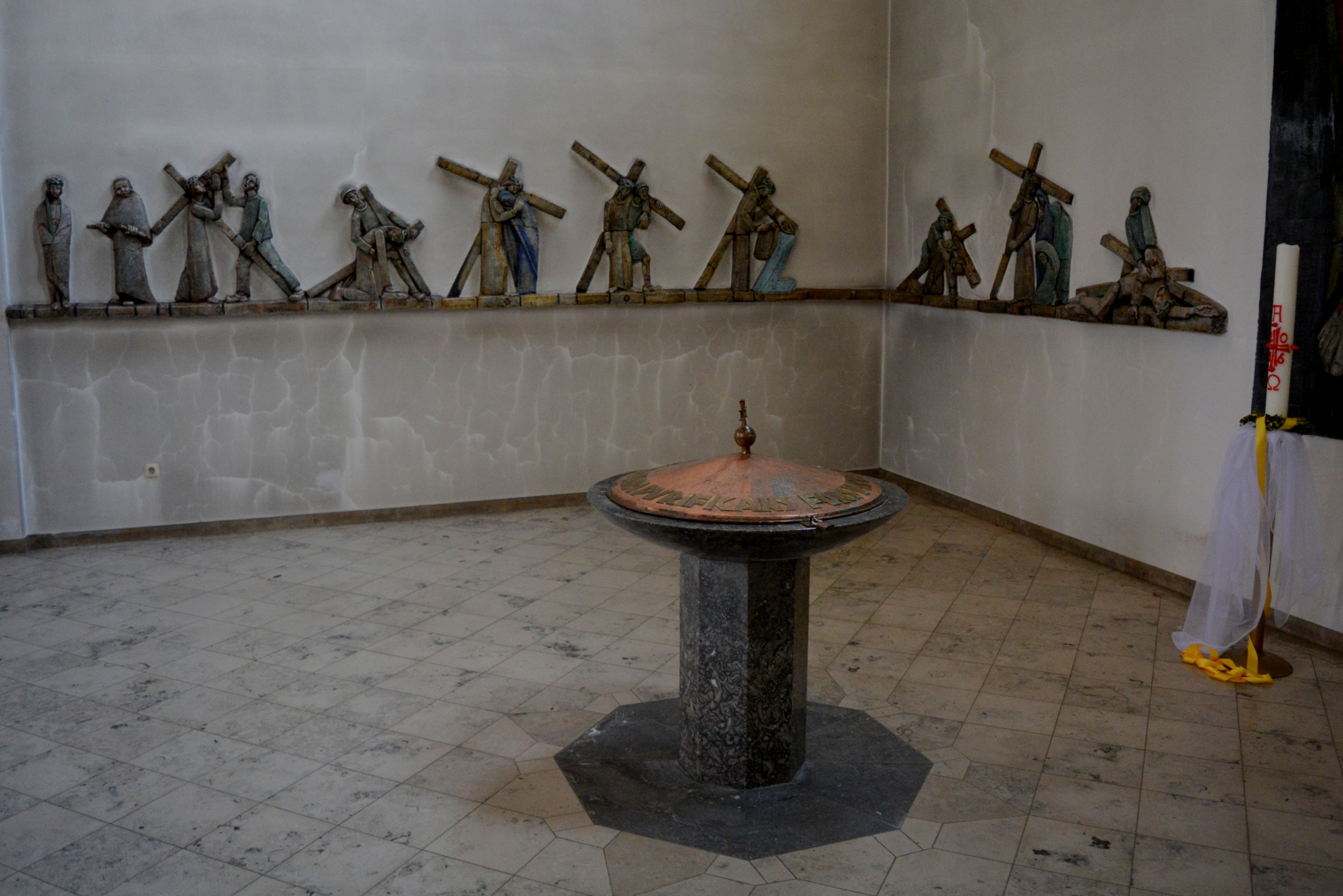
Taufkapelle mit den Kreuzwegfiguren von Paul Rautzenberg

### Glocken
1951 wurden zwei Glocken erworben, da die ursprünglichen im Krieg eingeschmolzen wurden. 1964 kamen zwei weitere Glocken dazu. Die vier vorhandenen Glocken heißen St.-Josefs-, St.-Barbara-, St.-Georgs- und St.-Petrus-Glocke.

## Denkmalschutz
Die Barbarakirche ist ein geschütztes Kulturdenkmal nach dem Denkmalschutzgesetz (DSchG) und in der Denkmalliste des Landes Rheinland-Pfalz eingetragen. Sie liegt in der Johann-Baptist-Ludwig-Straße.
Seit 2002 ist die Barbarakirche Teil des UNESCO-Welterbes Oberes Mittelrheintal. Des Weiteren ist sie ein geschütztes Kulturgut nach der Haager Konvention und mit dem blau-weißen Schutzzeichen gekennzeichnet.